# 카림 부디아프
카림 부디아프(아랍어: كريم بوضياف, Karim Boudiaf, 1990년 9월 16일 ~ )은 알제리에서 귀화한 카타르의 축구 선수로 포지션은 미드필더이다. 현재 카타르 스타스 리그의 알두하일와 카타르 축구 국가대표팀 소속으로 뛰고 있다.